# The Fall and Rise of Reginald Perrin
The Fall and Rise of Reginald Perrin és una sitcom britànica protagonitzada per Leonard Rossiter en el paper principal. Es basa en una sèrie de novel·les escrites per David Nobbs. Es va produir de 1976 a 1979. Va adaptar el guió per a la primera sèrie de la primera novel·la. Algunes de les seves subtrames es van considerar massa fosques o exigibles per a la televisió i es van modificar o ometre.
La història tracta d'un directiu mitjà de mitjana edat, Reginald "Reggie" Perrin, que es revela a la primera sèrie amb 46 anys, que comença a presentar un comportament estrany per la insensibilitat del seu treball a Sunshine Desserts. La sitcom va demostrar ser una subversió d'altres de l'època, que sovint es basaven en una vida familiar suburbana de classe mitjana.
La primera novel·la de la sèrie, The Death of Reginald Perrin (la mort de Reginald Perrin), es va publicar el 1975. Les edicions posteriors van ser retitulades per coincidir amb el títol de la sèrie de televisió. Posteriors novel·les de Nobbs (The Return of Reginald Perrin [1977] i The Better World of Reginald Perrin [1978]) van ser escrites per Nobbs amb l'objectiu exprés d'adaptar-se a la segona i tercera sèrie de televisió, respectivament; Rossiter no volia tirar endavant la sèrie a menys que es continués basant en novel·les.
Les tres sèries de televisió originals, totes amb el mateix nom, es van emetre entre 1976 i 1979; una quarta, The Legacy of Reginald Perrin, també escrit per Nobbs, seguit el 1996. Al Regne d'Espanya, TVE va emetre només en castellà les dues primeres temporades, amb el títol traduït literalment: Caída y auge de Reginald Perrin.

## Resum de les sèries

### Primera sèrie (8 de setembre - 20 d'octubre de 1976)
La primera sèrie es basava en la novel·la de Nobbs The Death of Reginald Perrin, retitulada posteriorment The Fall and Rise of Reginald Perrin per vincular-se a la sèrie de televisió; conserva el títol de substitució.
Reginald Iolanthe Perrin pateix una crisi de mitjana edat i intenta escapar de la seva trista vida. Viu al número 12 de Coleridge Close, que forma part del "Poets Estate", en un suburbi del sud de Londres, anomenat Climthorpe, un desenvolupament diferent dels que l'envolten només perquè els carrers reben el nom de poetes famosos. A partir de referències hauria coincidit aproximadament amb Teddington. Es desplaça a Sunshine Desserts, on treballa com a executiu de vendes. Cada matí arriba amb 11 minuts de retard (això augmenta fins a 17 i després 22 minuts a les sèries posteriors), però cada matí dona una excusa diferent. Aquests es tornen cada vegada més estranyes ("caixa de connexió defectuosa, New Malden" és una de les més plausibles), que reflecteix el declivi del British Rail i la seva pròpia salut mental. Entra a l'edifici d'oficines sota el signe "Sunshine Desserts" que, a mesura que avança la sèrie, perd més lletres.
"Reggie", com se'l coneix, somia despert a l'estil Walter Mitty. Part de la narració demostra el que diuen les veus del seu cap. Tot i que sembla estimar la seva dona, fantasieja amb la seva secretària, Joan Greengross. A mesura que el seu comportament es torna més irregular, Reggie no pot dictar cartes sense pronunciar paraules com "pit". Lluny d'estar ofesa, Joan dona la benvinguda a l'atenció, ajustant la seva postura per mostrar la seva figura.
Les interminables campanyes de màrqueting de productes estrambòtics, satiritzades en informes del departament d'investigació de productes, es combinen amb les relacions de Reggie amb el seu opressiu cap "CJ" i els seus subordinats "sí, senyor" per conduir-lo més enllà. Deixant de preocupar-se per les conseqüències, dicta respostes ofensives i condescendents pels clients.
A casa les coses no són millors. Tot i la seva càlida relació amb la seva dona Elizabeth, pateix disfunció erèctil. A mesura que augmenten les pressions laborals, les relacions amb la seva família disfuncional es deterioren. El seu cunyat Jimmy i el gendre Tom es presenten tots dos com a incompetents. La "correcció política" de Tom posa l'accent en la seva pompositat. Després que Reggie cometi alguns actes imprudents, inclòs baixar del seu cotxe al recinte del lleó d'un parc de safaris, fingeix el seu suïcidi deixant la roba i efectes personals a la platja.
Abans d'això, envia a CJ una amenaça anònima que conté les paraules "blood will flow" (la sang fluirà), abocant essència de móra de Logan a un corrent mentre CJ pesca amb canya. CJ s'enfonsa i el metge de l'empresa, Doc Morrisey, el declara mort. CJ obre un ull i l'acomiada.
Disfressat, Reggie es troba amb una part més banal i pomposa de la vida. Només com a treballador agrícola amb dents falses troba satisfacció treballant en un parc de clavegueram i cuidant porcs. Trobant a faltar la seva dona, assumeix la identitat de Martin Wellbourne, tornat d'Amèrica del Sud i la visita. S'adona que l'estima encara. Elizabeth, veient la seva disfressa, està feliç de tornar-lo a tenir.

### Segona sèrie (21 de setembre - 2 de novembre de 1977)
A la segona sèrie (novel·lada com The Return of Reginald Perrin), Reggie està fart de ser Martin Wellbourne i vol ser Reggie de nou. Revela la seva veritable identitat a la seva família (encara que la seva dona i la seva filla ja ho saben). Quan CJ descobreix pel Doctor Morrisey que és Reggie, els acomiada a tots dos. Elizabeth troba feina a Sunshine Desserts i Reggie torna a la granja de porcs, però tots dos són acomiadats després que l'empresari de Reggie s'assabenti del seu fals suïcidi i que Elizabeth envïi una carta dient bruscament les veritats sobre els productes de Sunshine.
Reggie obre una botiga anomenada Grot (escombreries), on ven productes inútils com cèrcols quadrats, daus rodons i vi de Tom (elaborat amb brots, ortigues i similars), confiant que serà un èxit. Ho és, els productes es trenquen sent nous i Grot esdevé un gran èxit. Reggie recau en l'alienació i intenta destruir Grot des de dins contractant incompetents, però això se li gira en contra, ja que tots mostren talents insospitats. Reggie finalment decideix desaparèixer de nou, aquesta vegada acompanyat d'Elizabeth.

### Tercera sèrie (29 de novembre de 1978 - 24 de gener de 1979)
A la tercera sèrie (novel·lada com The Better World of Reginald Perrin), després de veure dos homes discutint sense sentit en una cua al banc, Reggie i la seva dona obren una comunitat anomenada Perrins per a la classe mitjana de mitjana edat, dissenyada per ajudar-los convertir-se en "gent millor, més feliç". El projecte és un èxit fins que un grup de persones que s'han afiliat a la "Força de manteniment de la pau de Perrins" enderroquen el lloc.
Reggie és llavors contractat pel germà de CJ FJ a Amalgamated Aerosols, que treballa directament a les ordres de CJ. Reggie torna instantàniament a les seves formes excèntriques i l'escena final el mostra considerant un altre viatge a la costa de Dorset on havia fingit els seus suïcidis.
A la tercera sèrie, el paper del gendre de Reggie, Tom, és interpretat per Leslie Schofield, en substitució de Tim Preece, que havia interpretat el paper a les dues primeres sèries. Preece va tornar al paper de The Legacy of Reginald Perrin (vegeu més avall). Theresa Watson també es va convertir en membre del repartiment habitual, interpretant a la dona de David Harris-Jones (Bruce Bould), Prue, que només havia estat esmentada en les sèries anteriors.

### Esquetx de Nadal (26 de desembre de 1982)
El 1982, com a part d'un especial de Nadal de la BBC1 anomenat The Funny Side of Christmas, un petit esquetx presentava el repartiment habitual que visitava la casa de Reggie el dia de Nadal. Tot i estar molest per la contínua interrupció de l'arribada dels seus col·legues, dispensa regals per sota el seu propi arbre de Nadal. En una escena final, veiem que la sala d'estar de Reggie està buida, fins i tot de mobles. L'esquetx no té relació amb la sèrie regular, que havia finalitzat tres anys abans el 1979.

## The Legacy of Reginald Perrin(22 de setembre - 31 d'octubre de 1996)
Aquesta sèrie de seguiment, feta més d'una dècada després de la mort de Leonard Rossiter, mostra el llegat de Reggie: una fortuna deixada a amics i familiars però amb unes estranyes condicions. Va fracassar amb la majoria dels espectadors, ja que la pèrdua de Leonard Rossiter va eliminar cert afecte a la sèrie. Malgrat un protagonista en Geoffrey Palmer, no hi havia cap personatge central. Tant el llibre com les sèries es van titular The Legacy of Reginald Perrin.
Els personatges i actors de la sèrie comprenien tots els personatges centrals de la sèrie anterior, excepte Reginald Perrin i Tony Webster (Trevor Adams). També incloïa Patricia Hodge com a Geraldine Hackstraw i Michael Fenton Stevens com a Hank.

## Antecedents i influència

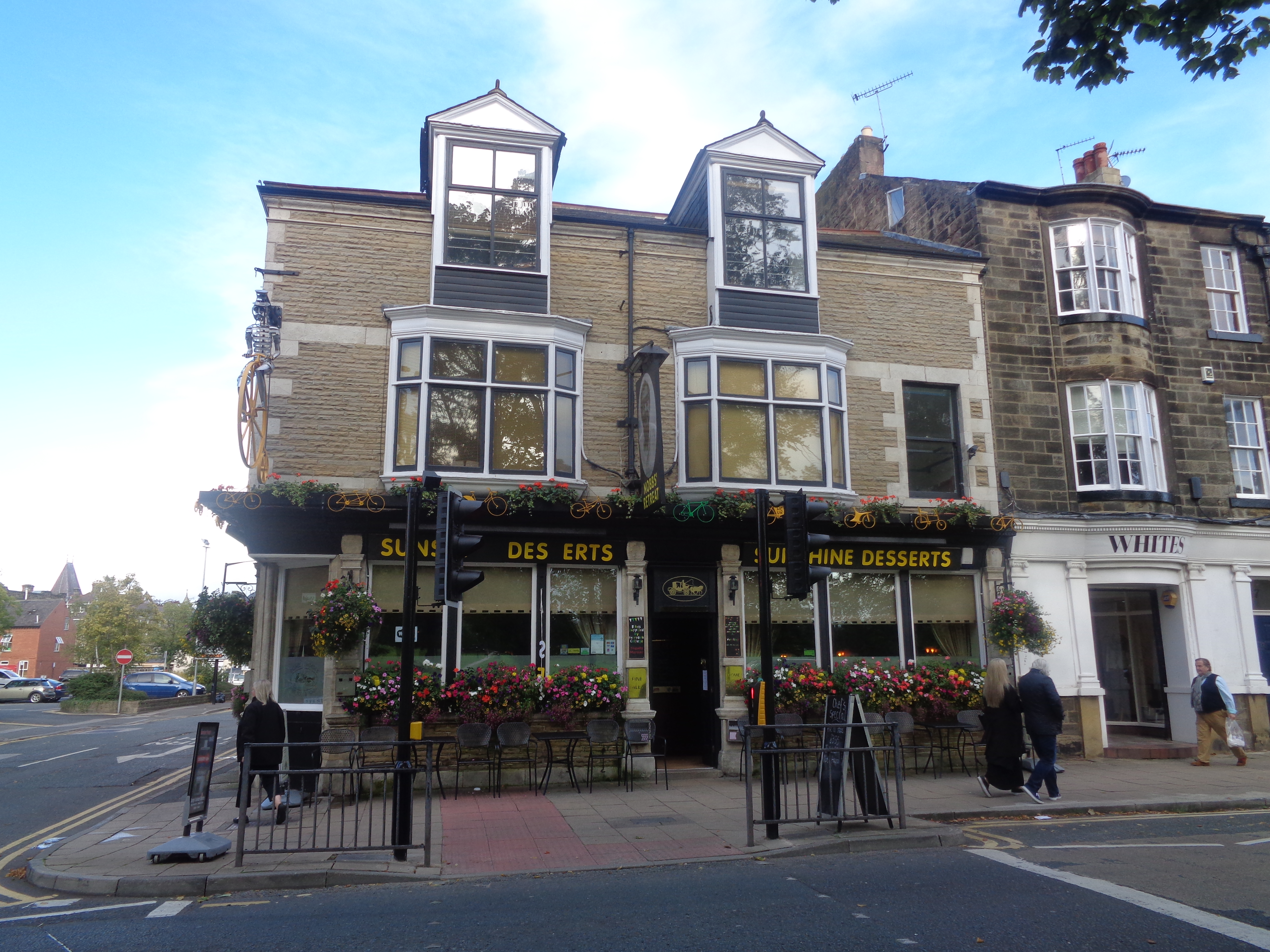
Un pub de Harrogate, North Yorkshire, anomenat Sunshine Desserts (també amb lletres caigudes) després de la mort de l'escriptor David Nobbs.

Al final de la primera sèrie, Reggie simula suïcidi deixant la roba a una platja de Dorset i corrent cap al mar. Casualment, el diputat John Stonehouse va fingir la seva pròpia mort d'aquesta manera poc abans de la publicació del llibre, tot i que cap dels dos estava inspirat en l'altre: la novel·la va ser escrita abans del fals suïcidi de Stonehouse el novembre de 1974, però no es va publicar fins al 1975 La frase "fer un Reggie Perrin" sí que va entrar en la llengua popular, però, ajudada per l'assumpte Stonehouse.
La sèrie va introduir paraules clau que van entrar a la cultura popular al Regne Unit, incloses les disculpes reflexives de Perrin per una arribada tardana a l'oficina, les frases del seu cap CJ, "I didn't get where I am today ..." (No hauria arribat on estic avui ...); els joves executius Tony Webster i David Harris-Jones amb el seu alternatiu "great/súper"; i el cunyat de Perrin, el major Jimmy Anderson, un oficial de l'exèrcit sense cap organització ni lideratge, que venia a menjar a causa d'una "bit of a cock-up on the catering front", causada a la novel·la original per l'alcoholisme de la seva dona.
La primera sèrie incloïa el personatge de Mark Perrin, el fill de Reggie, interpretat per David Warwick. No obstant això, David Nobbs va sentir que desviava la comèdia de Reggie, de manera que va escriure que se n'anava de gira amb un grup de teatre a l'Àfrica.
Encara que produïda principalment en vídeo i rodada en platges d'estudi, la sèrie també va incorporar un innovador escapisme surrealista mitjançant insercions de pel·lícules, sobretot en escenes en què, quan s'esmenta la seva sogra, Reggie visualitza un hipopòtam trotant.
L'escriptor David Nobbs va continuar creant la sèrie de comèdia de Channel 4 Fairly Secret Army, el personatge principal del qual, Harry, estava inspirat en el personatge de Jimmy, si no directament relacionat amb ell, i també interpretat per Geoffrey Palmer.

## Repartiment
- Reginald Iolanthe Perrin: Leonard Rossiter
- Elizabeth Perrin, la seva dona: Pauline Yates
- Mark Perrin, el seu fill: David Warwick (només a la primera sèrie)
- Linda Patterson, la seva filla: Sally-Jane Spencer
- Tom Patterson, el seu gendre: Tim Preece (dues primeres sèries i Legacy) i Leslie Schofield (tercera sèrie) (frase clau: ""I'm not a —— person" (Jo no sóc una persona que...")
- Joan Greengross, la seva secretària: Sue Nicholls
- CJ (Charles Jefferson[4]), el seu cap: John Barron (que també va interpretar al germà de CJ FJ). CJ està molt donat als dundearismes i a les declaracions pomposes que comencen per "I didn't get where I am today..." (No hauria arribat on estic avui ...)". Modificat quan Reggie es converteix en el seu cap, amb la qual cosa diu "I didn't get where you are today by..." (No he arribat on estàs avui...); també "Ni la senyora CJ ni jo ho hem fet mai ..." i "No som una d'aquestes pavoroses empreses que..."
- Tony Webster, "Great!" (genial!): Trevor Adams
- David Harris-Jones, "Super!": Bruce Bould
- Jimmy Anderson, germà d'Elizabeth: Geoffrey Palmer (frase clau: "Bit of a cock up on the ... front.")
- Doc (Gerald[4]) Morrissey, metge de l'empresa a Sunshine Desserts: John Horsley
- Seamus Finnegan, "un pobre treballador de la terra dels pantans i de la gent petita" amb un geni no reconegut per a la gestió: Derry Power (només a les sèries 2 i 3)
- Kenny McBlane, xef escocès de Perrin: Joseph Brady (només a la tercera sèrie)
- Prue Harris-Jones, esposa de David Harris-Jones: Theresa Watson (només a la tecera sèrie i a Legacy)

## Ubicacions
Les vistes exteriors de la residència Perrin (12 Coleridge Close, al barri de ficció Climthorpe) es van enregistrar a 6 Beaufort Close, Ealing, W 5. La caminada de Reggie cap a la feina es va rodar a la cantonada d'Audley Road i The Ridings i a la cantonada d'Ashbourne Close. Les tres carreteres es troben a uns 100 metres l'una de l'altra.
Es van filmar moltes escenes exteriors a llocs de Cheltenham, incloses Eldorado Road i la casa pública Beehive.
L'edifici d'oficines Sunshine Desserts es troba a 32-36 Telford Way, Acton. 51° 31′ 14″ N, 0° 15′ 12″ O / 51.52056°N,0.25333°O (ara enderrocat)
El fals suïcidi de Reggie, que formava part de la seqüència del títol, es va produir a West Bay, Dorset, amb el penya-segat oriental visible al primer pla.
El primer episodi comença amb els viatgers que es dirigeixen a l'estació de ferrocarril de Norbiton, al districte reial de Kingston upon Thames. La tardança constant del tren del matí a les primeres sèries sol atribuir-se a incidents en estacions reals al llarg del ferrocarril de Norbiton i Kingston a Waterloo.